# Franquia
Franquia est une ville de l'Uruguay située dans le département d'Artigas. Sa population est de 833 habitants.

## Population
| Année | Population |
| ----- | ---------- |
| 1963  | 595        |
| 1975  | 376        |
| 1985  | 299        |
| 1996  | 396        |
| 2004  | 833        |

,